# Ваґіг Ель-Кашеф
Ваґіг Ель-Кашеф (араб. وجيه الكاشف нар. 5 лютого 1909, Каїр, Єгипет — пом. 1973) — єгипетський футболіст, нападник.

## Клубна кар'єра
На клубному рівні виступав за «Аль-Аглі» (Каїр).

## Кар'єра в збірній
У складі національної збірної Єгипту виступав у 30-х роках XX століття. 
Учасник чемпіонату світу 1934 року в Італії, яку тренував шотландець Джеймс Маккре. Грав у збірній пліч-о-пліч з Махмудом Мохтаром, Мохамедом Латіфом, Абдулрахманом Фавзі та Мустафою Мансуром. На чемпіонаті світу єгиптяни зіграли один матч, в 1/8 фіналу (2:4) проти Угорщини. Ваґіг так і не вийшов на поле в тому поєдинку.
Учасник Олімпійських ігор 1936 року в Берліні, де єгиптяни поступилися в першому раунді Австрії (1:3).